# Îles Cook aux Jeux olympiques d'été de 1988
Les Îles Cook participent aux Jeux olympiques d'été de 1988 à Séoul. Il s'agit de leur 1er participation à des Jeux d'été. Le comité national olympique fut créé en 1986.

## Délégation

### Athlétisme
Hommes
- William Taramai au 400 et 800 mètres

Femme
- Erin Tierney au 100, 200 mètres et en saut en longueur.

### Boxe
- Zekaria Williams
- Richard Pittman
- Terepai Maea

### Haltérophilie
- Joseph Kavuma
- Michael Tererui